# ريتشارد توماس الكسندر
ريتشارد توماس الكسندر (بالإنجليزية: Richard Thomas Alexander) هو مدرس أمريكي، ولد في 3 يوليو 1887 في Smicksburg, Pennsylvania ‏ في الولايات المتحدة، وتوفي في 16 أكتوبر 1971 في وينزفيل في الولايات المتحدة.